# (9982) 1995 CH
A (9982) 1995 CH a Naprendszer kisbolygóövében található aszteroida. Kobajasi Takao fedezte fel 1995. február 1-jén.